# Терекеменцы
Терекеменцы, терекемейцы, терекеме (азерб. Tərəkəmə) — субэтническая группа азербайджанцев. В настоящее время терекеменцы проживают в Азербайджане, а также в Турции, Грузии, России (Дагестан) и Казахстане. Исторически в Азербайджане «терекеме» обычно обозначало кочевое тюркское население. Является множеством от «тюрк».

## Название
Термин «терекеме» принято связывать с этнонимом «туркмен». В прошлом этот термин имел довольно широкое применение. В более раннее время это название использовалось как этническое, племенное. До XIX века терекеменцы выделялись в отдельную этническую группу.
Терекемейцы Дагестана вплоть до начала XX века считались отдельным этносом, а ныне они консолидируются с собственно азербайджанцами, сохраняя при этом своё этническое самосознание и самоназвание. В отличие от терекеме Азербайджана, дагестанские придерживались оседлого образа жизни, их ведущим занятием было земледелие.
В Азербайджане же в XIX—начале XX веков оно объединяло главным образом население, занимавшееся отгонным скотоводством в крае и чаще всего применялось в значении «кочевники».
Это подчёркивал также писатель и историк А. Д. Ерицов, указывающий, что слово «терекеме» понималось местным населением не как название особой народности или даже отдельного «родового» общества: «таракяма называли всех без различия кочевых татар». Обследовав Казахский уезд Елисаветпольской губернии, он сообщал, что местные татары (то есть азербайджанцы — прим.), составляющие основное население этого уезда, были известны под названием таракяма. Многие из перечисленных им групп (племён) терекеме — айрумлы, баяты, кадырлы, каракоюнлы, караханлы, кенгерли, салахлы, софулы, татлы, — зафиксированы и в других уездах.
По мнению И. А. Абелова, местное население называло кочевников-татар (азербайджанцев Шемахинского и Геокчайского уездов) терекеме, или кечари, в противоположность оседлым жителям, именуемым тат. По Л. Будагову таракама — «поселянин мужик (на Кавказе и за Кавказом)».

### «Терекеме» и «карапапах»
Название «терекеме» нередко можно встретить как тождественное названию «карапапах» (букв. «чёрные папахи»). По Николаю Баскакову различия между ними состоит в том, что понятие «терекеме» представляет собой собирательное название, данное им персами, и является арабским множественным числом (تر ﻛـمـه) от слова «тюрк» (تركي). Этноним «карапапах», в свою очередь, является прозвищем, данное турками кочевым племенам, скорее всего, по характерному признаку одежды (قـﺎ ﺭﺍ ﭘﺎ ﭘﺎ ﺥ‎).
Этнонимом «терекеме» именовали тюркоязычных жителей Ахалцихского и Ахалкалакского уездов Тифлисской губернии. Изучив эти уезды, Х. А. Вермишев приводит ещё одно название (точнее самоназвание) группы терекеме в Ахалцихском уезде — бинали, означающее «оседлый, коренной» (от азерб. «бина» — основание, хутор). Он также сообщал, что здешние азербайджанцы были известны под названием «карапапах».
Согласно турецким учёным, в Турции «карапапахами» чаще называют оседлую часть терекеме, проживающую в районе Карса и Ахалцихе, а само название «терекеме» закреплено за кочевниками. У турок они также известны под названиями безбаш, гагаван, чинчават. В одном из текстов в исследовании А. Эрджиласуна старый терекеме рассказывает, что его деды пришли из Акстафы, Тифлиса и Баку, то есть передвигались вдоль Куры.
В научной литературе, учитывая общность главного традиционного направления хозяйства — занятия скотоводством, карапапахов, падаров и шахсевенов нередко называют собирательным термином терекеминцы, объединяя тем самым все три группы.

### В Дагестане
Согласно Сакинат Гаджиевой, в Северной Кумыкии термин «терекеме» со временем превратился из этнического в социальный и стал обозначать определённую категорию зависимых крестьян. В Дагестане дербентские азербайджанцы именуют их «тэрэкэмэлер», кумыки — «теркемелер», даргинцы — «таркама». Среди северных кумыков и части высокогорных даргинцев, аварцев они известны под этнонимом «падар».

## Расселение

### Азербайджан
В Азербайджане терекеме представлены в Гяндже, Казахском, Товузском, Агджабединском, Имишлинском, Бейлаганском и Шемахинском районах.
Русский военный историк П. Бутков отмечал, что в 1796 году в Джавадском регионе насчитывалось 470 семей или 1410 мужчин, большинство из которых являлись терекеме. Регион являлся местом зимовок терекеме состоявших в основном из шахсевен. 
В Кабристанском участке Шемахинского уезда отмечалось селение Кущи, жители которого именовали себя «терекема» и по преданию являлись выходцами из Бухары.
В апшеронском посёлке Гала (Кала) отмечалась махалля «Терекеме». Терекеменцы составляли 35-40 % населения села и говорили по тюркски.

### Турция
На территории Турции, в частности в иле Карсе терекеме проживают с 1921 года. Расселены они как в центральных сёлах ила, так и в сёлах Селима, Сарыкамыша и Арпачая.

### Россия (Дагестан)
В Дагестане они компактно проживают в следующих сёлах Дербентского района: Берикей, Великент, Деличобан, Джемикент, Геджух, Карадаглы, Кала, Мамедкала, Падар, Салик, Сегелер, Татляр и Уллутеркеме, Чинар. Часть терекеме, этнически слившаяся с кумыками, проживает в селениях Темираул и Костек (квартал Терекемеаул) Хасавюртовского и Чонтаул Кизилюртовского районов. Терекеменцами по происхождению считается также большая часть жителей ныне кумыкских сёл Каякент, Усемикент, Тумеллер, Янгикент. Исчезнувшими населёнными пунктами считаются Мехрежкент (который находился в Дербентском районе недалеко от нынешней границы Кайтагского района), Шебедекент (находившийся севернее Татляра) и Шахбазкент.
Часть терекеменцев-азербайджанцев Дагестана происходит из Исмаиллинского района Азербайджана. В формировании терекеме приняли определённое участие и таты, ныне ассимилировавшиеся среди них.
Во времена походов Надир Шаха на Дагестан, он притесняя кайтагского уцмия, заставил терекеменцев, около 300 дворов, переселиться в более безопасные районы на Кумыкскую равнину, в частности, во владения кумыкского воеводы Алишы Хамзина и к владельцам Эндиреевского княжества — Темиру и Баммату.

### Другое
На территории Армении терекеме (карапапахи) проживали в сёлах Кара-Иса, Эвлю, Иль-Мазлу, Союх-булах, Кызыл-Шафах, Сарйар, Демюрчиляр, Кара-Кала и Кызыл-Даш Калининского района.
В Иране один из кланов (тире) тюркского племени Хаджиалилу именуется таракема.

## Язык
По мнению Сакинат Гаджиевой речь дагестанских терекеме близка к губинскому и шемахинскому диалектам азербайджанского языка, относящихся к восточной группе азербайджанских диалектов, подвергшаяся влиянию кыпчакской группы тюркских языков, в лексике и фонетике которой обнаруживается влияние кумыкского языка. В терекеменском диалекте также сказывается сильное влияние кумыкского языка, отразившееся не только на его лексике, но и на его фонетике.
Произведённые в 1952 году Н. А. Баскаковым и А. Н. Баскаковым среди терекеме (карапапахов) Калининского района Армянской ССР диалектологические записи и наблюдения, показали, что их речь относится к южной группе азербайджанских диалектов (по классификации М. Ширалиева).

## История

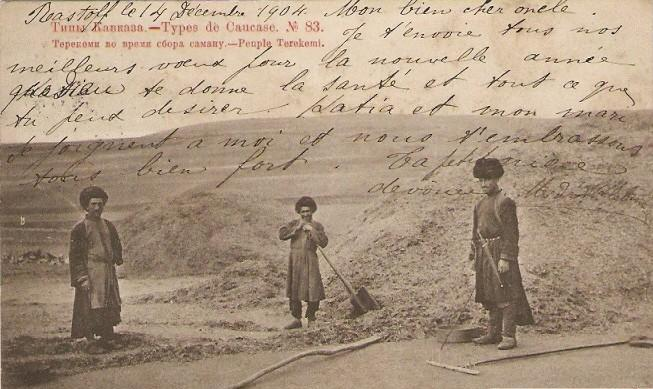
Терекеменцы во время сбора самани. Почтовая открытка Российской империи

### Дагестан
Согласно Бакиханову по преданиям в конце XVI века кайтагский уцмий Ахмед-хан основал магал Терекеме, переселив терекемейцев из Ширвана
. Однако эти предания опровергаются историческими документами, такими как «Акт о воссоединении Кайтагского государства» и «Акт переселения уцмия в Баршли». Р. М. Магомедов, считал время, что поселения терекемейцев относится не к XVI в., а к гораздо более раннему периоду, подтверждением чего служит сходство нравов, быта, следов общинного устройства и землепользования терекемейцев, сходные с кайтагскими. Большую роль в формировании дагестанских терекеменцев имеет местное тюркоязычное население.Также стоит упомянуть, что, начиная с середины XI века, началось проникновение тюрков-сельджуков в Южный Дагестан, которые участвовали в исламизации Дагестана. В сочинениях «Тарих Дагестан» и в «Основании Аргвани» сообщается об исламизации Аварии : войско газиев-огузов под руководством шейхов Ахмеда, Абдуллы, Абу-Муслима направилось из Кара-Хайдака в Аварию.Письмоводитель турецкого войска Солак Абубекир, находившийся в 1578—1579 гг. в Дагестане и общавшийся с кайтагами, называет их «природными татарами», «огузским племенем».По сообщению Эвлия Челеби, кайтаки были огузами Я. Потоцкий связывал происхождение кайтагов с тюрками-сельджуками. Есть и другая версия тюрко-монгольского происхождения народа. Сохранившиеся надгробные памятники, которые удалось прочитать в селах Карадаглы, Падар, датируются XIV—XV веками, есть и более древние могилы, которые не удалось прочитать.. Село Берекей заселено терекеменцами ранее XIII — XIV века..
Путешественник и естествоиспытатель XVIII века Гильденштедт, оставивший описание Кавказа, под терекеменцами или трухменами понимал азербайджанцев, но помимо азербайджанских территорий он ошибочно причислял к терекеменским (то есть тюркским, азербайджанским) округам лезгинские общества Алтыпара, Докузпара, с. Мискинджа, а также селения хыналыгцев, крызов и будугов.
Согласно архивным данным, часть терекеменцев (до 300 или более семейств), а также 80 семейств горских евреев в первой половине XVIII в. переселились из Кайтагского уцмийства на Терско-Сулакскую низменность, во владения северокумыкских князей. Азербайджанцы Дагестана исторически существовали в рамках феодальных отношений. Более 3/4 терекемейцев магала Терекеме было раятами.

### Грузия
Появление кочевников терекеме в Кахетии связано с походами персидского шаха Аббаса I в Восточную Грузию. Назначенный им в 1656 году правителем Кахетии гянджинский хан Селим в течение нескольких лет переселил туда из Азербайджана большое количество терекеменцев. Князь Ефим Мышецкий, ездивший с посольством к царю Теймуразу I, отмечает терекемейские юрты у реки Алазани. Их кочевья и деревня располагались также между Греми и Загеми. Царевич Вахушти называет тюркоязычных жителей «большого поля» Караиа элами-демурчиасалну или тараками. Вахушти и Гильденштедт сообщают, что в этой местности эли пребывали со своим многочисленным скотом только зимой, а летом перекочевывали в Кайкул и на гору Палакацио.

## Антропология
В целом дагестанские терекеме антропологически являются представителям каспийского типа, хотя и нетипичными. Антропологический тип их смешанный. Проведённые Г. Ф. Дебецом, Н. Н. Миклашевской и А. Г. Гаджиевым исследования показали, что их черты сходства схожи главным образом с азербайджанцами и частично южными кумыками (особенно с жителями села Каякент). Однако по сравнению с азербайджанцами, дагестанские терекеме выше ростом, более широколицы, несколько менее пигментированы, менее волнистые волосы, у них менее полные губы и не такие густые брови.

## В искусстве
- Известен азербайджанский танец «терекеме», зарождение которого, как считается, связано с одноимённым племенем[52][53].
- У драматурга и философа-материалиста Мирзы Фатали Ахундова есть стихотворение «Беседы муллы Керима с терекеменской женщиной»[54].
- В 2012 году в Азербайджане был снят фильм «Белая кровь», повествующий о жизни кочевой семьи терекеме.

### Видеоматериалы
- Терекеме. Село Алигулулар в Имишлинском районе Азербайджана (на азерб.)
- Фильм о терекеме в Ахсуйском районе Азербайджана (на азерб.)
- Ахтачы обасы: терекеменское чаршанбе (1-я серия) (на азерб.) — чаршанбе в Ахсуйском районе Азербайджана.
- Ахтачы обасы: терекеменское чаршанбе (2-я серия) (на азерб.) — чаршанбе в Ахсуйском районе Азербайджана.
- Песня Терекеме в исполнении Земфиры Ибрагимовой (на азерб.)